# Grande Sinagoga di Marsiglia
La Grande Sinagoga di Marsiglia (in francese Grande synagogue de Marseille) è la principale sinagoga di Marsiglia. È situata in rue Breteuil, nel VI arrondissement.
Il 1º agosto 2007 è stata classificata come monumento storico.

## Storia
Nel 1855, essendo la sinagoga di Rue Grignan in rovina e troppo piccola, fu indetta una campagna di raccolta fondi per la costruzione di un nuovo sito. Il progetto dell'architetto Nathan Salomon fu approvato nel 1860. La prima pietra fu posta il 15 luglio 1863 e il 22 settembre dell'anno successivo fu inaugurata. Il 18 dicembre 2018 la sinagoga è stata ribattezzata Breteuil - Beth Yossef in onore dell'ex rabbino capo di Marsiglia, Joseph Haïm Sitruk, la cui opera ha lasciato un segno indelebile nella comunità ebraica marsigliese.

## Descrizione
La sinagoga presenta una pianta basilicale più comunemente associata all'antica Grecia e Roma e alle chiese. È costruita in stile neo romanico-bizantino e prende spunto dalla Sinagoga Nazareth, costruita a Parigi nel 1852. Il tempio può ospitare 1.200 persone: 800 al piano terra e 400 al piano superiore. All'interno sono presenti un pulpito e un organo, entrambi associati più agli edifici cristiani che a quelli ebraici, inseriti all'interno di un generale mescolanza di stili occidentali e orientali appositamente scelti per rispecchiare le diverse origini dei fedeli.